# Palaeorhiza sedlaceki
Palaeorhiza sedlaceki là một loài Hymenoptera trong họ Colletidae. Loài này được Hirashima mô tả khoa học năm 1982.